# Balmerino

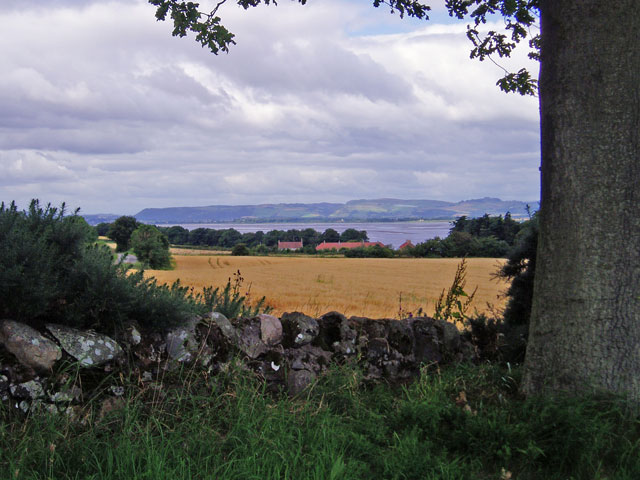
Vista del río Tay desde Balmerino

Balmerino (Gaélico escocés: Baile Meireanach que significa «granja del necio» o Baile Marruineach que significa «granja lechera»; Escocés: Balmurynach  o Balmerinoch)[cita requerida] es un pequeño pueblo, casi una aldea, y antiguo centro monástico en Fife, Escocia. La parroquia del mismo nombre incluye Kirkton y Galdry. Su nombre celta quiere decir «pueblo del mar» o «de los marineros» y posiblemente se deba a su situación en el estuario del Tay, con el que limita al norte.
A finales del siglo XII se convirtió en residencia real de verano y el rey Alejandro II de Escocia y su madre Ermengarda de Beaumont fundaron una abadía en 1229. Los antiguos abades eran grandes terratenientes. Se convirtió en patrimonio secular (véase Lord Balmerino), pero a principios del siglo XVII y cayó en la ruina. También se encuentran cerca las ruinas del castillo de Naughton.
Las ruinas de la abadía están conservadas por el National Trust for Scotland y son famosas por un viejo castaño y las plantas del género Aconitum que florecen en febrero. Todo el pueblo es área protegida.
William McGonagall, conocido como el peor poeta en lengua inglesa, le dedicó su poema "Beautiful Balmerino".